# Болдвінвілл (Массачусетс)
Болдвінвілл (англ. Baldwinville) — переписна місцевість (CDP) в США, в окрузі Вустер штату Массачусетс. Населення — 2117 осіб (2020).

## Географія
Болдвінвілл розташований за координатами 42°36′17″ пн. ш. 72°4′44″ зх. д. / 42.60472° пн. ш. 72.07889° зх. д. (42.604845, -72.078823).  За даними Бюро перепису населення США в 2010 році переписна місцевість мала площу 6,85 км², з яких 6,65 км² — суходіл та 0,21 км² — водойми.

## Демографія
Згідно з переписом 2010 року, у переписній місцевості мешкало 2028 осіб у 767 домогосподарствах у складі 507 родин. Густота населення становила 296 осіб/км².  Було 818 помешкань (119/км²).
Расовий склад населення:
| - 97,2 % — білих - 0,8 % — чорних або афроамериканців - 0,4 % — азіатів - 0,1 % — корінних американців |

До двох чи більше рас належало 1,2 %. Частка іспаномовних становила 2,3 % від усіх жителів.
За віковим діапазоном населення розподілялося таким чином: 24,6 % — особи молодші 18 років, 57,3 % — особи у віці 18—64 років, 18,1 % — особи у віці 65 років та старші. Медіана віку мешканця становила 41,0 року. На 100 осіб жіночої статі у переписній місцевості припадало 87,8 чоловіків;  на 100 жінок у віці від 18 років та старших — 84,6 чоловіків також старших 18 років.
Середній дохід на одне домашнє господарство  становив 72 204 долари США (медіана — 57 083), а середній дохід на одну сім'ю — 95 955 доларів (медіана — 85 682). Медіана доходів становила 60 523 долари для чоловіків та 36 250 доларів для жінок. За межею бідності перебувало 3,5 % осіб, у тому числі 5,8 % дітей у віці до 18 років та 2,9 % осіб у віці 65 років та старших.
Цивільне працевлаштоване населення становило 1099 осіб. Основні галузі зайнятості: освіта, охорона здоров'я та соціальна допомога — 27,6 %, виробництво — 13,9 %, науковці, спеціалісти, менеджери — 12,2 %.